# A texasi láncfűrészes – Az örökség
A texasi láncfűrészes – Az örökség (eredeti cím: Texas Chainsaw 3D) 2013-ban bemutatott amerikai horrorfilm, melynek rendezője John Luessenhop, forgatókönyvírói Debra Sullivan és Adam Marcus. Ez A texasi láncfűrészes sorozat hetedik része, egyben az első, amit 3D-ben mutattak be. A főszerepet Alexandra Daddario, Dan Yeager, Tremaine Neverson, Tania Raymonde, Thom Barry, Paul Rae és Bill Moseley alakítja.
A forgatás 2011 júliusában kezdődött, azonban a forgatókönyvet Kirsten Elms és Luessenhop újraírták, végül 2013. január 4-én mutatták be a filmet.
A Metacritic oldalán a film értékelése 31% a 100-ból, ami 17 véleményen alapul. A Rotten Tomatoeson a Texasi láncfűrészes: Az örökség 19%-os minősítést kapott, 74 értékelés alapján.

## Rövid történet
Egy Heather nevű lány rájön, hogy örökbe fogadták, majd a rég nem látott nagymamájának halála után megörökli a házát. Később barátaival együtt utazik el oda, azonban nem tudja, hogy az örökség magába foglalja unokatestvérét, Bőrpofát is.

## Cselekmény
Az eredeti film eseményeit követően a város seriffje megérkezik a Sawyer-házhoz és felszólítja Jedidiah Sawyert, más néven Bőrpofát, hogy adja meg magát, mivel többszörös gyilkosságot követett el. A férfi és annak családja kezdetben megtagadja a parancsot, de végül engedelmeskednek. Texas városának lakói, élükön Burt Hartman polgármesterrel, megérkeznek és önbíráskodva felgyújtják a gyilkos Sawyer család farmházát. A gyújtogatókat hősként ünneplik a helyiek, azonban Loretta Sawyer túlélte az esetet újszülött babájával, akinek mellkasán égésnyomok keletkeztek a tűzben. Egy Gavin Miller nevű városlakó talál rájuk és azonnal végez a haldokló anyával. Gavin és felesége, Arlene veszik gondjaikba a gyermeket és saját lányukként nevelik fel.
A jövőben Heather Miller – nagy meglepetésére – levelet kap, amelyben értesítik nagyanyja, Verna Carson haláláról. Szembesíti ezen hírrel a szüleit is, majd kiderül, hogy egy texasi, Newt városában élő családtól fogadták őt örökbe. Heather, a barátja, Ryan, a legjobb barátnője, Nikki és Nikki barátja, Kenny elutaznak a nagymama otthonába, hogy átvegyék az örökségét. Útközben a csoport felvesz egy Darryl nevű stoppost. Megérkezésükkor Heather levelet kap Verna ügyvédjétől, amit elfelejt elolvasni. A csoport körbenéz a házban és úgy dönt, ott tölti az éjszakát. Heather és barátai elmennek élelmiszert vásárolni, Darrylt pedig otthagyják, hogy vigyázzon a házra. Darryl elkezd értéktárgyakat lopni és felfedez egy fémajtót a borospincében, amit nem tud kinyitni: megpróbál bemenni, de a benn élő Bőrpofa (aki túlélte 1973-ban a farmház felgyújtását) megöli őt.
Bevásárlás közben kiderül, hogy Nikki és Ryan lefeküdtek egymással. Heather találkozik Carllal, Burt Hartman polgármester fiával. Heather és barátai visszatérve feldúlva találják a házat. Miközben Kenny vacsorát készít, lemegy a pincébe, ahol Bőrpofa felnyársalja egy kampóra. Nikki ráveszi Ryant, menjen ki a pajtába, majd elcsábítja. Heather az emeleten találja meg nagyanyja oszladozó holttestét, majd a konyhában megtámadja Bőrpofa, de a lánynak sikerül elmenekülnie, miközben a gyilkos láncfűrésszel megöli Kennyt. Heather a ház előtti temetőbe menekül és egy koporsóba bújik, amit Bőrpofa keresztülvág fűrészével. Nikki és Ryan felhívják magukra Bőrpofa figyelmét, míg Heather beszáll a furgonba és felveszi barátait. A láncfűrészével Bőrpofa átvágja az egyik kereket, aminek következtében a furgon felborul, Ryan pedig a becsapódáskor meghal. Bőrpofa, miután megsebesítette Nikkit, üldözőbe veszi Heathert egy közelben zajló karneválig, ahol Carl rendőr járőrözik.
A rendőrségen Heather kutakodni kezd a Sawyer család aktái között, és megismeri a család gyilkos múltját, valamint azt, hogyan ölték meg őket. A seriff és Hartman egy rendőrt küld a Carson-birtokra. A tiszt telefonon keresztül jelenti a megállapításait. Megtalálja a fagyasztóban rejtőző Nikkit, de véletlenül fejbe lövi, mielőtt ő magát is megölné Bőrpofa. Bőrpofa lenyúzza a rendőr holttestének arcát, és új bőrmaszkot készít belőle.
Hartman megfogadja, hogy végez a még életben lévő Sawyerekkel. Heather elhagyja az őrsöt és egy bárban találkozik az ügyvédjével. A férfi elmondja neki, hogy Bőrpofa az unokatestvére, aki túlélte a farmház felgyújtását. Heather megszökik a bárból, amikor Hartman rátalál és összefut a kocsijával járőröző Carllal. Ahogy beszáll hozzá, Carl felfedi magát, mint Burt fia. Elrabolja a lányt és a Sawyer család régi vágóhídjára viszi, megkötözi és betömi a száját. Az elhunyt rendőr rádióját hallgatva Bőrpofa megtudja, hol van Heather és a vágóhídra megy, hogy megölje. Mielőtt ezt megtehetné, meglátja Heather mellkasán az égési sérüléseket és szabaddá teszi a lány száját. Heather elmondja neki, hogy ő a rég elveszett unokatestvére, ekkor a férfi elengedi. Bőrpofát Hartman és barátja, Ollie hátulról támadja meg. Heather kihasználja az alkalmat, hogy elmeneküljön. Amikor Hartman és Ollie Bőrpofa megölésére készül és egy húsdarálóba akarják lökni, Heather visszatér, miután meggondolta magát. Megöli Ollie-t, és odadobja Bőrpofának a láncfűrészt. A dulakodás közben megérkezik a seriff, de nem avatkozik közbe, ahogy Bőrpofa megöli Burt-öt. Bőrpofa a láncfűrésszel a húsdarálóba kényszeríti Hartmant. A seriff elengedi Heathert és Bőrpofát. Ezután Bőrpofa és Heather visszatérnek a Carson birtokra, ahol Heather elolvassa Verna levelét. Ebben közli vele, hogy az igazi neve Edith Rose Sawyer, Bőrpofa pedig a pincében lakik a fémajtó mögött, és hogy élete végéig megvédi őt, de azt is kéri, cserébe gondozza. Bőrpofa végül eltemeti Verna holttestét. Heather elfogadja, hogy Bőrpofa elmeállapota késztette őt a bűntetteire, és elfogadja őt, mint egyetlen családtagját.
A végefőcím után, Gavin és Arlene meglátogatják Heathert, azonban csak a vagyon miatt mennek. Az ajtót viszont Bőrpofa nyitja ki, láncfűrésszel a kezében.

## Szereplők
| Szerep                             | Színész               | Magyar hang       |
| ---------------------------------- | --------------------- | ----------------- |
| Heather Miller / Edith Rose Sawyer | Alexandra Daddario    | Gáspár Kata       |
| Nikki                              | Tania Raymonde        | Pálmai Anna       |
| Ryan                               | Tremaine Neverson     | Pál Tamás         |
| Kenny                              | Keram Malicki-Sánchez | Takátsy Péter     |
| Darryl                             | Shaun Sipos           | Moser Károly      |
| Farnsworth                         | Richard Riehle        | Konrád Antal      |
| Hooper seriff                      | Thom Barry            | Haás Vander Péter |
| Carl Hartman helyettes             | Scott Eastwood        | Dévai Balázs      |
| Burt Hartman polgármester          | Paul Rae              | Mikula Sándor     |
| Bőrpofa / Láncfűrészes             | Dan Yeager            | Nem szólal meg    |
| Verna "Sawyer" Carson              | Marilyn Burns         | Kassai Ilona      |
| Gavin Miller                       | David Born            | Borbiczki Ferenc  |

## Fordítás
- Ez a szócikk részben vagy egészben  a   Texas Chainsaw 3D című angol Wikipédia-szócikk fordításán alapul.  Az eredeti cikk szerkesztőit annak laptörténete sorolja fel. Ez a jelzés csupán a megfogalmazás eredetét és a szerzői jogokat jelzi, nem szolgál a cikkben szereplő információk forrásmegjelöléseként.